# 이 멋진 세계에 폭염을!
《이 멋진 세계에 폭염을!》(일본어: この素晴らしい世界に爆焔を！ 고노 스바라시 세카이니 바쿠엔오[*])은 아카츠키 나츠메가 쓴 일본의 라이트 노벨로, 《이 멋진 세계에 축복을!》의 스핀오프다. 일러스트는 미시마 쿠로네가 담당했다.

## 등장인물
| 캐릭터                 | 성우              |
| ---------------------- | ----------------- |
| 메구밍                 | 타카하시 리에     |
| 융융                   | 토요사키 아키     |
| 코멧코                 | 나가나와 마리아   |
| 아루에                 | 나즈카 카오리     |
| 후니후라               | 토미타 미유       |
| 도돈코                 | 스즈시로 사유미   |
| 네리마키               | 이시가미 시즈카   |
| 춈스케                 | 나바타메 히토미   |
| 풋친                   | 사카마키 미츠히로 |
| 세실리                 | 파이루즈 아이     |
| 제스터                 | 마스타니 야스노리 |
| 내레이터 (사토 카즈마) | 후쿠시마 준       |

## 서지 정보

### 소설
| 권수 | 타이틀                | 발매일          | ISBN                                                    |
| ---- | --------------------- | --------------- | ------------------------------------------------------- |
| 1    | めぐみんのターン      | 2014년 7월 1일  | ISBN 978-4-04-101866-8                                  |
| 2    | ゆんゆんのターン      | 2014년 12월 1일 | ISBN 978-4-04-102438-6                                  |
| 3    | ふたりは最強!のターン | 2015년 6월 1일  | ISBN 978-4-04-103101-8 (오리지널 드라마 CD 부록 동봉판) |

| 권수 | 제목                 | 초판 발행일    | 발매일           | ISBN                   |
| ---- | -------------------- | -------------- | ---------------- | ---------------------- |
| 1    | 我ら、めぐみん盗賊団 | 2017년 1월 1일 | 2016년 12월 28일 | ISBN 978-4-04-104991-4 |
| 2    | わがままバスターズ   | 2019년 3월 1일 | 2019년 3월 1일   | ISBN 978-4-04-107555-5 |

### 만화
| 권수 | 초판 발행일      | 발매일           | ISBN                   |
| ---- | ---------------- | ---------------- | ---------------------- |
| 1    | 2016년 12월 23일 | 2016년 12월 23일 | ISBN 978-4-04-068595-3 |
| 2    | 2017년 1월 23일  | 2017년 1월 23일  | ISBN 978-4-04-068818-3 |
| 3    | 2017년 5월 23일  | 2017년 5월 23일  | ISBN 978-4-04-069195-4 |
| 4    | 2017년 9월 23일  | 2017년 9월 23일  | ISBN 978-4-04-069437-5 |
| 5    | 2018년 1월 23일  | 2018년 1월 23일  | ISBN 978-4-04-069628-7 |

| 권수 | 발매일          | ISBN                   |
| ---- | --------------- | ---------------------- |
| 1    | 2018년 8월 23일 | ISBN 978-4-04-069986-8 |
| 2    | 2019년 2월 23일 | ISBN 978-4-04-065490-4 |
| 3    | 2019년 9월 20일 | ISBN 978-4-04-064022-8 |
| 4    | 2020년 7월 20일 | ISBN 978-4-04-064741-8 |

## TV 애니메이션
스핀오프 작품 《이 멋진 세계에 폭염을!》을 원작으로 한 텔레비전 애니메이션이 2023년 4월부터 6월까지 TOKYO MX 등에서 방송된되었다.

### 스태프
- 원작 - 아카츠키 나츠메
- 원작 일러스트 - 미시마 쿠로네
- 감독 - 아베 유지로
- 총감수 - 카나사키 타카오미
- 시리즈 구성 - 우에즈 마코토
- 캐릭터 디자인 - 키쿠타 코이치
- 미술 설정 - 토모노 카요코, 노리스에 미호
- 미술 감독 - 마루야마 유키코, 야마나시 에리
- 색채 설계 - 요시다 사오리
- 촬영 감독 - 에토 나오키
- 3D 감독 - 이마가키 카나
- 편집 - 키무라 카시코
- 음향 감독 - 이와나미 요시카즈
- 음향 효과 - 코야마 야스마사
- 녹음 - 야마구치 타카유키
- 음향 제작 - HALF H・P STUDIO
- 음악 - 코우다 마사토
- 음악 제작 - 일본 컬럼비아
- 프로듀서 - 오구라 리에, 토쿠무라 켄이치, 타니구치 히로야스, 모모다 히데오
- 애니메이션 프로듀서 - 미야코시 토오루
- 애니메이션 제작 - 드라이브
- 제작 - 코노스바 폭염 제작위원회

### 주제가
STAY FREE
Machico에 의한 오프닝 테마. / 작사·작곡 - 이와사키 타카후미 / 편곡 - 미즈구치 코지
JUMP IN
메구밍(타카하시 리에), 융융(토요사키 아키)에 의한 엔딩 테마. / 작사·작곡 - YeYe / 편곡 - TiMT

### 방영 목록
| 화수   | 제목                                                | 각본          | 그림 콘티         | 연출            | 작화 감독                                                                                               | 총작화 감독                                       | 방송일         |
| ------ | --------------------------------------------------- | ------------- | ----------------- | --------------- | --- | ------------------------------------------------- | -------------- |
| 제1화  | 紅い瞳の魔法使い達 붉은 눈동자의 마법사들           | 우에즈 마코토 | 아베 유지로       | 야스카와 오우리 | 우시노하마 유이 오오노 츠토무 요시다 류이치로 후지타 마사유키                                           | 키쿠타 코이치                                     | 2023년 4월 6일 |
| 제2화  | 魔法学校の禁忌 마법학교의 금기                      | 아오키 야스코 | 아베 유지로       | 코레모토 아키라 | 요시다 와카코 사쿠라이 마사아키                                                                         | 우시노하마 유이 호시노 레이카                     | 4월 13일       |
| 제3화  | 紅魔の里の守護者達 홍마의 마을의 수호자들           | 세키네 사토코 | 아베 유지로       | 타나카 타카히로 | 우에니시 마야 사쿠라이 타쿠로 혼다 소이치 TripleA                                                       | 우시노하마 유이 호시노 레이카 노다 야스유키       | 4월 20일       |
| 제4화  | 紅い瞳の孤高の少女 붉은 눈동자의 고고한 소녀        | 마치다 토우코 | 보브 시라하타     | 와타나베 유키   | 야마자키 코헤이 코바야시 마리나 이시카와 요이치                                                         | 야코 히로시                                       | 4월 27일       |
| 제5화  | 爆裂狂の誕生 폭렬광의 탄생                          | 우에즈 마코토 | 아베 유지로       | 요시다 슌지     | 요시다 류이치로 야기사와 슈헤이 오오노 츠토무 후지타 마사유키                                           | 타케모토 요시코 키타무라 코이치                   | 5월 4일        |
| 제6화  | 爆裂ニートの就職活動 폭렬 백수의 취업 활동          | 아오키 야스코 | 와타나베 신이치   | 카나자와 유키   | 강현국 김정숙 김민자 신은아 김민아                                                                      | 키쿠타 코이치                                     | 5월 11일       |
| 제7화  | 水の都の迷惑教団 물의 도시의 민폐 교단              | 마치다 토우코 | 이나가키 타카유키 | 야스카와 오우리 | 요시다 류이치로 야기사와 슈헤이 우에니시 마야 후지타 마사유키 사쿠라이 타쿠로 혼다 소이치               | 우시노하마 유이 호시노 레이카                     | 5월 18일       |
| 제8화  | 水の都の狂信者達 물의 도시의 광신도들               | 우에즈 마코토 | 보브 시라하타     | 아와이 시게노리 | 송현주 강현국 안민미 이성진 김현아 신은아 DM 陳凱馳 오자와 카즈노리                                     | 타케모토 요시코 키타무라 토모유키                 | 5월 25일       |
| 제9화  | 紅魔の里からの来訪者 홍마의 마을에서 온 방문자      | 아오키 야스코 | -                 | 요시다 슌지     | 오오노 츠토무 ECHO Animation 세븐시즈 張金浩 趙珉 徐學文 程震雷 吳存 李飛 胡峰成 黄佳嫺                 | 키쿠타 코이치                                     | 6월 1일        |
| 제10화 | 駆け出しの街の冒険者達 풋내기 마을의 모험가들       | 세키네 사토코 | 이나가키 타카유키 | 와타나베 유키   | 코바야시 마리나 이시카와 요이치 야마자키 코헤이 키타지마 유키                                           | 야코 히로시                                       | 6월 8일        |
| 제11화 | 名物娘と森の悪魔 명물 아가씨와 숲의 악마            | 마치다 토우코 | 보브 시라하타     | 카와베 신야     | 요시다 류이치로 사쿠라이 타쿠로 오오노 츠토무 후지타 마사유키 우에니시 마야 혼다 소이치 키무라 유키타카 | 타케모토 요시코 키타무라 토모유키 호시노 레이카   | 6월 15일       |
| 제12화 | この素晴らしい世界に爆焔を！ 이 멋진 세계에 폭염을! | 우에즈 마코토 | 아베 유지로       | 야스카와 오우리 | 요시다 류이치로 야기사와 슈헤이 우에니시 마야 후지타 마사유키 사쿠라이 타쿠로 혼다 소이치 DM            | 우시노하마 유이 키타무라 토모유키 타케모토 요시코 | 6월 22일       |